# Apochthonius malheuri
Apochthonius malheuri är en spindeldjursart som beskrevs av Benedict och Malcolm 1973. Apochthonius malheuri ingår i släktet Apochthonius och familjen käkklokrypare. Inga underarter finns listade i Catalogue of Life.